# John L. Kelley
John Leroy Kelley (* 6. Dezember 1916 in Kansas; † 26. November 1999 in Oakland (Kalifornien)) war ein US-amerikanischer Mathematiker.

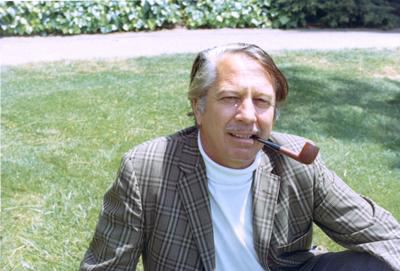
Kelley in Berkeley 1968

## Leben
Kelley studierte an der University of California, Los Angeles (UCLA), wo er 1936 seinen Bachelor und 1937 seinen Masterabschluss in Mathematik machte. 1940 promovierte er bei Gordon Whyburn, einem Mathematiker der Moore-Schule, über A study of hyperspaces. Danach lehrte er an der University of Notre Dame. Im Zweiten Weltkrieg arbeitete er an Ballistik-Problemen im Aberdeen Proving Ground, dem Ballistik-Forschungszentrum der US-Armee, wo auch seine späteren Kollegen aus Berkeley Anthony Morse und Charles Morrey waren. Aus der Arbeit entstand 1953 ein Ballistik-Lehrbuch mit Edward McShane. 1946 bis 1947 lehrte er an der University of Chicago und danach an der University of California, Berkeley, wo er bis zu seiner Emeritierung 1985 blieb. 1950 wurde er dort mit 29 anderen Kollegen entlassen, als er sich weigerte einen von den McCarthy-Ausschüssen verlangten Loyalitätseid zu leisten, und unterrichtete an der Tulane University und der University of Kansas, bevor er nach einem Urteil des Obersten Gerichtshofs in Kalifornien, der diesen Eid für unzulässig erklärte, 1953 wieder eingestellt wurde. 1957 bis 1960 und 1975 bis 1980 war er dort Vorsitzender der mathematischen Fakultät. In Berkeley war er in den 1960er Jahren ein dezidierter Gegner des Vietnamkrieges. Kelley war unter anderem Gastprofessor in Kanpur in Indien und an der Cambridge University. Er war Mitglied des Council der American Mathematical Society.
Kelley befasste sich mit allgemeiner Topologie und Funktionalanalysis. Sein Buch General Topology von 1955 gilt als Klassiker. Im Anhang des Buches stellt er eine von ihm und Anthony Morse entwickelte Variante der mengentheoretischen Axiome (Morse-Kelley-Mengenlehre) dar.
Kelley war auch in der Mathematikpädagogik aktiv und wirkte schon 1960 in einem NBC-Programm zum Mathematikunterricht im Fernsehen mit (Continental Classroom). Als Mitglied der School Mathematics Study Group war er an der Einführung der Neuen Mathematik (mit der Mengenlehre als Basis, im Sinn des Aufbaus der Mathematik nach Bourbaki) in den 1960er Jahren in den USA beteiligt. 1964 führte er in Berkeley den Studiengang Mathematics for Teachers ein und aus der Lehre dafür ging ein Buch mit Richert 1970 hervor. 1977 bis 1978 war er Mitglied der US Commission for Mathematical Instruction.

## Schriften
- General topology, van Nostrand, 1955, Springer 1976, ISBN 0-387-90125-6
- mit Isaac Namioka, K.T.Smith, W.F.Donoghue junior: Linear Topological Spaces. Van Nostrand, 1963
- mit Donald Richert: Elementary Mathematics for Teachers 1970.